# HMS Champion (1915)
HMS Champion là một tàu tuần dương hạng nhẹ thuộc lớp tàu tuần dương C của Hải quân Hoàng gia Anh Quốc, và thuộc về lớp phụ Calliope. Champion được chế tạo bởi hãng đóng tàu Hawthorn Leslie and Company. Nó được đặt lườn vào ngày 9 tháng 3 năm 1914; hạ thủy vào ngày 29 tháng 5 năm 1915 và đưa ra hoạt động vào ngày 20 tháng 12 năm 1915.
Vào giai đoạn đầu của Chiến tranh thế giới thứ nhất, Champion được phân về Hạm đội Grand như là soái hạm của Phân hạm đội Khu trục 13. Cùng với nhiều tàu chị em khác, nó đã tham gia trận Jutland vào ngày 31 tháng 5-1 tháng 6 năm 1916.
Champion đã sống sót qua cuộc chiến tranh, nhưng bị xem là đã lạc hậu trước khi Chiến tranh Thế giới thứ hai nổ ra. Nó được sử dụng như là nền tảng thử nghiệm cho những hệ thống điều khiển hỏa lực từ xa (RPC: Remote Power Control) đầu tiên của Hải quân Hoàng gia vào năm 1928.  Nó được bán cho hãng Metal Industries tại Rosyth vào ngày 28 tháng 7 năm 1934 để tháo dỡ.